# Mary Harris Thompson

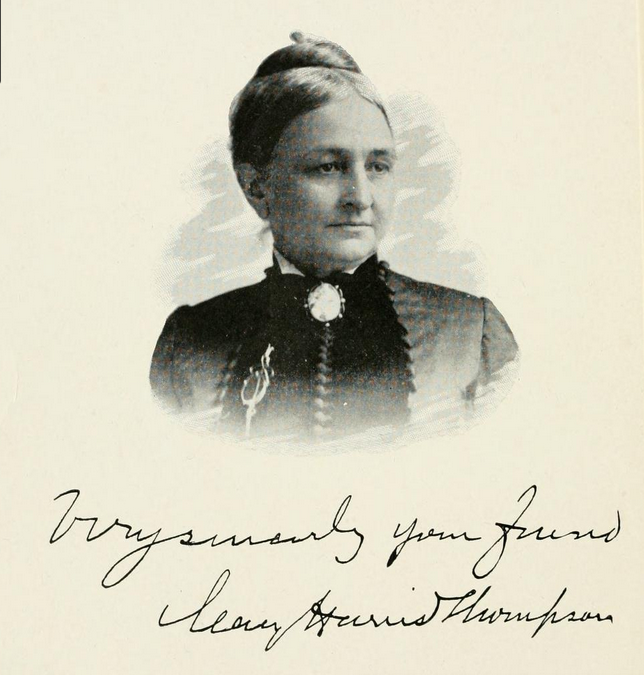
Mary Harris Thompson

Mary Harris Thompson  (* 15. April 1829 in Fort Ann, New York (Bundesstaat); † 21. Mai 1895 in Chicago, Illinois) war eine amerikanische Ärztin und Hochschullehrerin.  Sie war die Gründerin, Chefärztin und Chirurgin des Chicagoer Krankenhauses für Frauen und Kinder, das nach ihrem Tod 1895 in Mary Harris Thompson Hospital umbenannt wurde.

## Leben und Werk
Thompson war das dritte von fünf Kindern von Calista Corbin Thompson und John Harris Thompson, der Miteigentümer einer Eisenmine war. Sie besuchte eine methodistische Schule, die Troy Conference Academy, in West Poultney, Vermont, und absolvierte anschließend eine vorberufliche Ausbildung am Fort Edward-Collegiate-Institute in Fort Edward, New York. Aufgrund der geschäftlichen Schwierigkeiten ihres Vaters musste sie sich ihren Unterhalt ab dem 15. Lebensjahr durch Unterrichten an den von ihr besuchten Schulen und an öffentlichen Schulen verdienen.
1860 schrieb sie sich am New England Female Medical College in Boston ein und studierte bei Marie Zakrzewska Physiologie und Anatomie. Während ihrer Ausbildung arbeitete sie ein Jahr als Praktikantin bei Elizabeth Blackwell und Emily Blackwell an der New Yorker Krankenstation für Frauen und Kinder. Die Blackwells hatten die Krankenstation gegründet, um Ärztinnen eine Ausbildung und Beschäftigung im Krankenhaus zu ermöglichen, da bestehende Krankenhäuser und Apotheken keine Ärztinnen ausbildeten. Thompson erhielt 1863 den medizinischen Abschluss in Boston und zog nach Chicago.

## Tätigkeiten in Chicago und Krankenhausgründung
Hier unterstützte sie William G. Dyas und seine Frau Miranda Dyas in der Northwestern Sanitary Commission und leistete medizinische Hilfe für behinderte Bürgerkriegssoldaten und ihre Familien, von denen viele nach Chicago zogen, um Arbeit zu suchen. Die Kommission war eine nationale Organisation, deren Mitglieder mit der medizinischen Abteilung der US-Armee zusammenarbeiteten, um sicherzustellen, dass sich die medizinische Versorgung an den Orten befand, an denen sie benötigt wurde. Zu Thompsons Patienten gehörten Witwen mit Kindern, und sie sah die Notwendigkeit eines Krankenhauses für diese Familien. In Zusammenarbeit mit einem Fundraising-Komitee gelang es ihr 1865 das Chicago Hospital for Women and Children zu gründen und sie wurde dort Chefärztin.
Um sich weiterzubilden, bewarb sich Thompson zweimal am Rush Medical College in Chicago und wurde abgelehnt, weil das College keine Studentinnen aufnahm. Mit Hilfe von William H. Byford, einem Fakultätsmitglied am Chicago Medical College, erhielt sie 1869 mit mehreren anderen Frauen die Zulassung. Sie erwarb 1870 einen MD-Abschluss, aber weitere Frauen wurden aufgrund von Einwänden männlicher Studenten nicht mehr zugelassen. Thompson und Byford sahen die Notwendigkeit einer medizinischen Hochschule für Frauen und gründeten das Medical College für Frauenkrankenhäuser, das 1870 unter der Leitung von Byford eröffnet wurde.
Thompson war von 1870 bis 1877 Professorin für Hygiene (Präventivmedizin) und klinische Geburtshilfe an der Fakultät des College und blieb dann als klinische Professorin für Geburtshilfe und Gynäkologie im Krankenhaus. 1879 wurde das College im Rahmen einer Umstrukturierung in Woman’s Medical College umbenannt und wurde 1892 zur Northwestern University Woman’s Medical School, wo Thompson als Professorin für klinische Gynäkologie an die Fakultät der Universität tätig war.
1871 zerstörte der große Brand von Chicago das Krankenhaus und die Räume des Colleg, aber beide Einrichtungen fanden vorübergehende Unterkünfte und setzten den Betrieb fort. 1872 wurde mit einer Zusage der Chicago Relief and Aid Society in Höhe von 25.000 USD ein Gebäude gekauft. 1885 wurde auf dem Gelände ein neues Gebäude errichtet und ein Gebäude auf dem Gelände wurde zur medizinischen Hochschule und bot Thompson die Möglichkeit, weibliche Krankenschwestern auszubilden.
Neben der Leitung des Krankenhauses praktizierte Thompson und spezialisierte sich auf Bauch- und Beckenchirurgie. Sie war eine erfolgreiche Chirurgin und war viele Jahre lang die einzige Ärztin in Chicago, die größere Operationen durchführte.
1873 wurde sie als Mitglied der Chicago Medical Society aufgenommen, wo sie 1881 als erster weiblicher Offizier zur Vizepräsidentin gewählt wurde. 1875 wurde sie Mitglied der State Medical Society, 1886 der American Medical Society und 1887 der International Medical Society.
Zwischen 1879 und 1893 veröffentlichte Thompson acht Artikel zu Fällen, die in ihrer Praxis aufgetreten waren. Dazu gehörten 1879 zwei geburtshilfliche Berichte im Chicago Medical Journal und Examiner und 1884 zwei Artikel im American Journal of Obstetrics. Auf jährlichen Treffen der Illinois State Medical Society präsentierte sie die Vorträge Salpingitis, Its Diagnosis and Treatment und A Unique Case of Typhoid, with Several Relapses, die 1886 und 1893 in den Transactions of the Illinois State Medical Society veröffentlicht wurden. 1890 verlieh das Chicago Medical College Thompson einen Ad-Eundem-Abschluss.
Thompson starb im Alter von 66 Jahren an einer Gehirnblutung. Kurz nach ihrem Tod wurde das von ihr gegründete Krankenhause in Anerkennung ihrer Leistungen in Mary Thompson Hospital für Frauen und Kinder in Chicago umbenannt. 1972 wurden Männer in das Personal integriert und Frauen wurden weiterhin ansonsten nicht verfügbare klinische Leistungen angeboten. Finanzielle Belastungen führten 1988 zur Schließung des Krankenhauses.